# Massacre de Glina

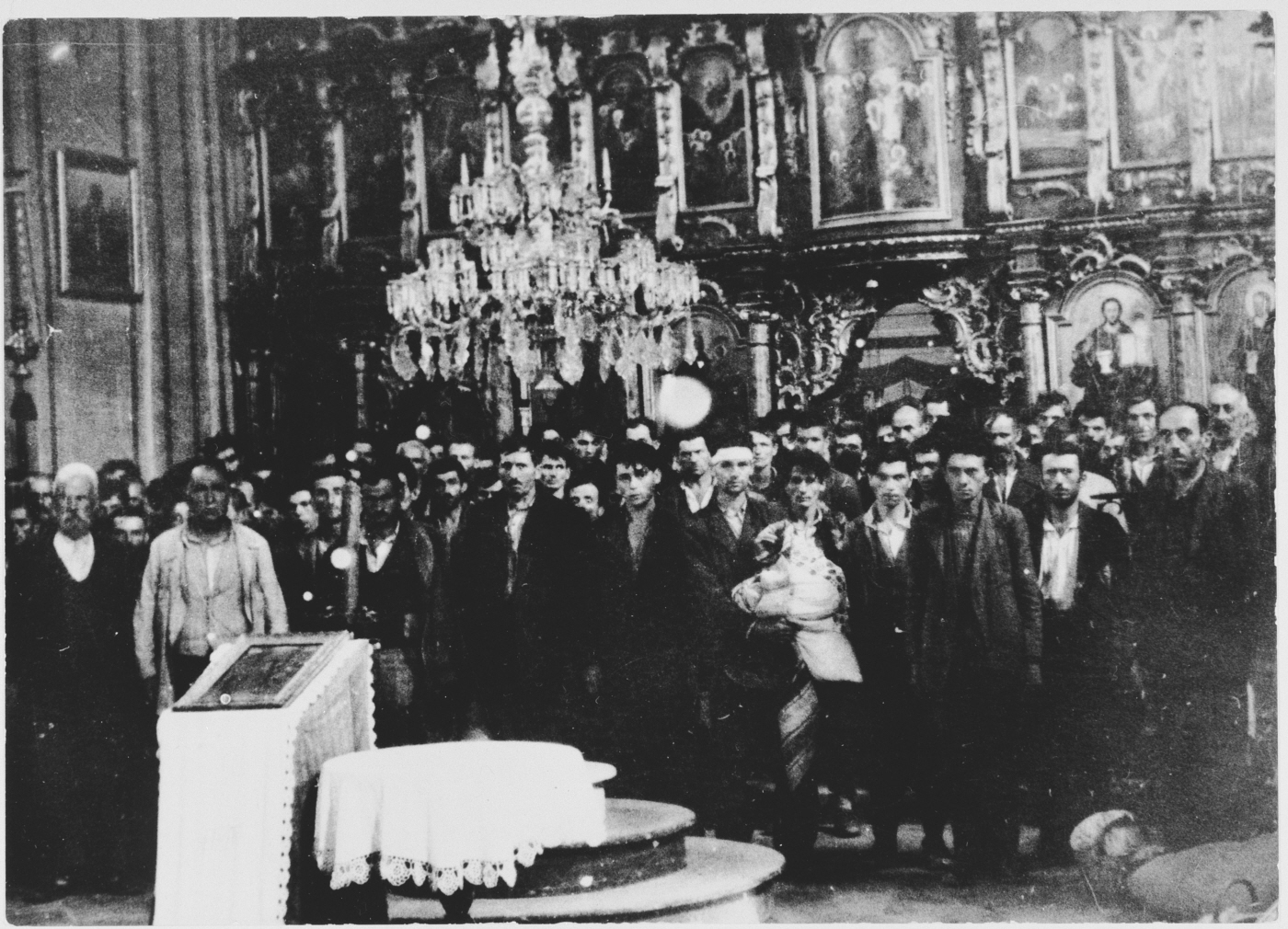
Civils serbis forçats a convertir-se al catolicisme pel règim Ústaixa davant una pila baptismal a una església de Glina

La massacre de Glina es va produir el 12 de maig de 1941 quan membres del moviment feixista croat Ústaixa van assassinar centenars de serbis a la ciutat de Glina, a Croàcia. Va ser una de les massacres més importants de les que van succeir a Iugoslàvia durant la Segona Guerra Mundial, i va tenir lloc pocs mesos després de la invasió de Iugoslàvia per l'Alemanya nazi. Liderats per Ante Pavelić, els ústaixes van establir l'Estat independent de Croàcia, un govern titella dels nazis que va desenvolupar una política d'extermini contra jueus, serbis, gitanos i opositors. El maig de 1941, molts serbis de la zona de Glina havien estat detinguts i afusellats pels soldats ústaixes. Gran part de la població sèrbia es va amagar en els boscos de la regió, i els ústaixes van oferir una amnistia per als que es convertissin al catolicisme. Molts serbis van respondre positivament, i es van dirigir a l'església ortodoxa per a la cerimònia. Els Judicis de Nuremberg van establir en 250 el nombre de persones que van anar a l'església, tot i que hi ha altres fonts que creuen que la xifra era més alta. Un cop tancades les portes, els ústaixes van massacrar les víctimes amb pals i ganivets. L'únic supervivent, Ljuban Jednak, va sobreviure a la guerra, i el 1986 va participar en el judici a Andrija Artuković. L'església de Glina fou destruïda pels ústaixes poc després dels fets. L'Arquebisbe Stepinac va enviar una carta privada a Ante Pavelić protestant per la massacre.